# Harra
Harra é uma localidade e antigo município da Alemanha localizado no distrito de Saale-Orla, estado de Turíngia.
Pertence ao Verwaltungsgemeinschaft de Saale-Rennsteig. Desde 1 de janeiro de 2019, forma parte do município de Rosenthal am Rennsteig.

## Demografia
Evolução da população (31 de dezembro):
| - 1926: 1025 - 1995: 1015 - 1996: 1019 - 1997: 1032 | - 1998: 1008 - 1999: 1014 - 2000: 1025 - 2001: 1011 | - 2002: 1003 - 2003: 994 - 2004: 966 - 2006: 930 |

 Fonte: Thüringer Landesamt für Statistik